# 拉姆齊小屋醫院
拉姆齊小屋醫院是位於曼島拉姆齊的一家小型醫院。

## 概述
在1948年曼島健康服務成立之前，拉姆齊小屋醫院是一家志願醫院。除專科服務外，醫療服務由當地全科醫師提供，費用由床位基金支付。當時拉姆齊小屋醫院擁有一個設備齊全的現代化手術室，在截至1947年10月的一年裡，共進行了203次手術。
位於布魯克希爾路的拉姆齊（英語：Ramsey）有一所婦產科醫院，於1947年關閉。